# Anredera densiflora
Anredera densiflora är en ört i släktet madeirarankor (Anredera) och familjen malabarspenatväxter. Den beskrevs av Calvin Ross Sperling. Arten, som är en klättrande ranka, återfinns i öppna, torra områden på tämligen hög höjd, från södra Ecuador till mellersta Peru. Den är mycket nära släkt med Anredera tucumanensis. Inga underarter finns listade i Catalogue of Life.